# Neoperla spaghetti
Neoperla spaghetti (лат.) — вид веснянок рода Neoperla из семейства настоящие веснянки (Perlidae).

## Распространение
Африка: Республика Гвинея, Coyah (N 9.70600; W 13.38500).

## Описание
Веснянки средней величины (около 1 см). Длина передних крыльев 11,1 мм. У самки S8 с двумя крупными коричневыми пластинками, разделенными бледной зоной, которая вблизи антекосты широкая и воронкообразная, но редуцируется до узкой полосы. Пластинки заканчиваются на некотором расстоянии перед небольшой коричневой меткой на краю хвостового сегмента. Вагина не модифицирована, склериты и шипы отсутствуют. Узкий сперматекальный стебель с редкой арматурой поперечных бледных чешуек поднимается из концентрических складок на вершине вагины и образует исключительно длинный неправильный клубок равномерной ширины, немного сужающийся только у сперматеки. В теле самки обнаружены яйца, их длина около 300 мкм, почти шаровидные, имеют 37 прямых полос с неглубокими бороздками. Оперкулюм широкий, с отчетливыми ячейками. В целом вид Neoperla spaghetti сходен с Neoperla gordius.

## Таксономия и этимология
Таксон был впервые описан в 2023 году немецким энтомологом Питером Цвиком (Шлиц; Германия) и австралийским биологом Андреасом Цвиком (Australian National Insect Collection; CSIRO; Канберра, Австралия). Название дано по признаку сходства экстремально длинного клубка узких сперматекальных нитей со спагетти.